# Intelsat 18
Intelsat 18 (auch IS-18) ist ein Fernsehsatellit des International Telecommunications Satellite Consortium (Intelsat) mit Sitz in Luxemburg.

## Missionsverlauf
Er wurde von der Firma Orbital Sciences Corporation gebaut und am 5. Oktober 2011 auf einer Zenit-3-Trägerrakete vom Kosmodrom Baikonur aus ins All befördert. Seine Lebensdauer beträgt voraussichtlich 17 Jahre. Die Zenit-Rakete brachte den Satelliten zunächst auf eine niedrige Erdumlaufbahn und nach der Trennung von der Rakete um 3:34 Uhr UTC am 6. Oktober 2011 mit Hilfe mehrerer Zündungen der Oberstufe Blok-DM-SL in einen Geotransferorbit. Von dort aus gelangt der Satellit in den nächsten Tagen mit eigenen Antrieb auf seine endgültige geostationäre Position bei 180° östlicher Länge.

## Technische Daten
Intelsat 18 ersetzt den 1993 gestarteten Satellit Intelsat 701 und soll von seiner Position aus Nordamerika, Französisch-Polynesien, die Cook-Inseln, Australien, Neuseeland, Neukaledonien, Vanuatu, Fiji, Tonga, Samoa und weitere Inseln im Pazifik sowie Ostasien mit Bild- und Datendiensten versorgen. Dazu stehen ihm zwei ausklappbare Antennen mit je 2,5 × 2,7 Metern Durchmesser und eine auf dem Satelliten montierte Antenne mit 1,4 Metern Durchmesser, sowie 24 C-Band- und 12 Ku-Band-Transponder mit Wanderfeldröhrenverstärkern zur Verfügung. Diese sind in zwei Gruppen zu je 16 bzw. 8 Transpondern installiert, so dass 8 bzw. 4 als Reserve zur Verfügung stehen. Die Energieversorgung übernehmen vier Paneele mit UTJ-Galliumarsenid-Solarzellen.